# The Eye (альбом)
The Eye [ði ai] (с англ. — «Глаз») — студийный концептуальный альбом Кинга Даймонда, выпущенный Roadrunner Records в 1990 году. Как и все предыдущие альбомы, продолжает отличаться чёткой сюжетной линией, хоть и рассказан несколько иначе.
Это первая работа, в записи которой не принимал участия Микки Ди. Его место за барабанами занял Сноуи Шоу, вопреки слухам, что при записи была использована драм-машина. «Two Little Girls» записаны Роберто Фалькао с Кингом Даймондом. В качестве соавторов музыки впервые участвовали Сноуи Шоу и Пит Блакк.

## Сюжет
В отличие от двух предыдущих альбомов Кинга Даймонда, рассказанных от лица главного героя, «The Eye» повествует от лица рассказчика. На нём затронута тема церковных злодеяний и описаны случаи преследования мнимых ведьм и сексуального насилия над монахинями. Почти вся история основана на исторических фактах, включая имена персонажей. Исключение составляет лишь рассказ о найденном магическом ожерелье «Глаз», позволяющем увидеть события прошлого.
Жанна Дибассон, обвинённая в колдовстве, была замучена и сожжена на костре. Две маленькие девочки, играя, нашли на том месте оставшееся ожерелье, взглянув в которое одна из них застыла навеки от увиденного ужаса. И, наконец, в финале Мадлен Баван, монахиня монастыря в Лувье, нашла и надела ожерелье. После того, как была изнасилована отцом Давидом, убила его, заставив взглянуть в «Глаз». Вскоре пришедший на место Давида новый капеллан, отец Пикар, начал проводить своеобразные причастия. Он подмешивал монахиням в вино зелье и, получая контроль над рассудком, использовал их, включая Мадлен, для ритуальных пыток и убийств младенцев. В 1642 году все они были арестованы и заключены в тюрьму.
Бо́льшая часть истории, описанной в альбоме, основана на реальных событиях, происходивших во времена французской инквизиции 1450—1670 гг. Все перечисленные ниже персонажи существовали в действительности:
- Николя де ля Рени[2] — верховный инквизитор Христианского Суда Огня (Огненная палата), Париж, Франция.
- Жанна Дибассон — предполагаемая ведьма.
- Мадлен Баван — 18-летняя французская монахиня. Ушла в монастырь в Лувье в 1625 году и была соблазнена священником. Умерла в 1647 году в тюрьме.
- Отец Пьер Давид — капеллан женского монастыря в Лувье до своей смерти в 1628 году.
- Отец Матурэн Пикар — капеллан монастыря в Лувье с 1628 года до своей смерти в 1642 году.

## Список композиций
| №   | Название                      | Автор(ы)                             | Длительность |
| --- | ----------------------------- | ------------------------------------ | ------------ |
| 1.  | «Eye of the Witch»            | Кинг Даймонд                         | 3:47         |
| 2.  | «The Trial (Chambre Ardente)» | Кинг Даймонд                         | 5:13         |
| 3.  | «Burn»                        | Кинг Даймонд                         | 3:42         |
| 4.  | «Two Little Girls»            | Кинг Даймонд                         | 2:41         |
| 5.  | «Into the Convent»            | Кинг Даймонд, Энди Ла Рок, Сноуи Шоу | 4:47         |
| 6.  | «Father Picard»               | Кинг Даймонд, Пит Блакк              | 3:19         |
| 7.  | «Behind These Walls»          | Кинг Даймонд                         | 3:45         |
| 8.  | «The Meetings»                | Кинг Даймонд, Энди Ла Рок            | 4:31         |
| 9.  | «Insanity» (Instrumental)     | Энди Ла Рок                          | 3:00         |
| 10. | «1642 Imprisonment»           | Кинг Даймонд, Энди Ла Рок            | 3:31         |
| 11. | «The Curse»                   | Кинг Даймонд                         | 5:42         |

## Участники записи
- Кинг Даймонд — вокал, клавишные
- Энди Ла Рок — гитара
- Пит Блакк — гитара
- Хал Патино — бас-гитара
- Сноуи Шоу — ударные
- Роберто Фалькао — клавишные